# وربا، ریون ابلست
وربا، ریون ابلست (به لاتین: Verba, Rivne Oblast) یک روستا در اوکراین است که در Dubno Raion واقع شده‌است.

## خصوصیات
وربا ۴٫۷۳ کیلومترمربع مساحت و ۲٬۸۶۳ نفر جمعیت دارد و ۲۱۱ متر بالاتر از سطح دریا واقع شده‌است.